# 올챙이 은하
올챙이 은하(Tadpole Galaxy)는 용자리에 있는 나선 은하이다. 올챙이처럼 생겨서 이런 이름이 붙었다.

## 조석 꼬리
한눈에 띌 정도로 매우 긴 조석 꼬리를 가지고 있는데 여타 다른 특이 은하의 조석 꼬리같이 이 꼬리도 다른 은하와의 상호 작용으로 인해 생겨났다. 이 은하는 위 사진에서 올챙이 은하의 오른쪽 상단 나선팔에 위치해 있는 불규칙 은하로 현재는 올챙이 은하와 30만 광년 떨어져 있다. 이 은하는 올챙이 은하를 매우 가까이 스쳐지나가면서 우주에서 손에 꼽는 거대한 조석 꼬리를 만든 것으로 추정된다.

## 초성단의 발견
올챙이 은하의 조석 꼬리에선 근접 조우 직후부터 폭발적인 별 형성이 일어났으며 조석 꼬리 중간 부분에선 R136 같은 성단인 초성단이 발견되었다.

## 은하 병합
우리 은하와 안드로메다 은하 사이의 병합 후 은하인 밀코메다와 동일하게 완전히 은하 병합이 완료되기 전에 대부분의 가스를 별 형성에 소모할 것으로 추측되며 20억년 뒤엔 완전히 별 형성이 중단되고 타원은하로 진화할 것이다.